# Qafa e Bordolecit
Qafa e Bordolecit är ett bergspass i Albanien.   Det ligger i prefekturen Qarku i Shkodrës, i den norra delen av landet, 130 km norr om huvudstaden Tirana. Qafa e Bordolecit ligger 1 353 meter över havet.
Terrängen runt Qafa e Bordolecit är bergig åt sydost, men åt nordväst är den kuperad.   Runt Qafa e Bordolecit är det ganska tätbefolkat, med 96 invånare per kvadratkilometer.. 
Trakten runt Qafa e Bordolecit består i huvudsak av gräsmarker.